# سرویس پژوهش انتشارات مشترک
سرویس پژوهش انتشارات مشترک، سازمانی با پشتیبانی مالی وزارت دفاع ایالات متحده آمریکا بود که جذب سرویس اطلاعات سخن‌پراکنی خارجی شد. اما پشتیبانی مالی و کارکنان آن با سرویس اطلاعات سخن‌پراکنی خارجی، ادغام نشدند. این سرویس با همه اهداف عملیاتی خود، در سال ۱۹۷۰ (میلادی) عملیات گسترده خود را متوقف کرد (۸۰,۰۰۰ گزارش از ۱۹۵۷ (میلادی) تا کنون) و تا هنگام جذب کامل در سرویس اطلاعات سخن‌پراکنی خارجی در ۱۹۹۷ (میلادی) چیزی از آن باقی نمانده بود.
بر پایه سرویس اطلاعات سخن‌پراکنی خارجی، دسترسی به گزارش‌های امروزی و گذشته سرویس پژوهش انتشارات مشترک از طریق وبگاه ورد نیوز کانکشن در دسترس هستند. در سال ۲۰۱۲ (میلادی) انتشارات ریدکس (واحدی از نیوزبنک) ویرایش دیجیتالی را به نام گزارش‌های سرویس پژوهش انتشارات مشترک ۱۹۵۷ تا ۱۹۹۷ آغاز کرد.